# بخش کراسنوگفاردیسکی، استان بلگورود
بخش کراسنوگفاردیسکی (به لاتین: Krasnogvardeysky District) یک منطقهٔ مسکونی در روسیه است که در استان بیلگاراد واقع شده‌است.